# Nati il 29 gennaio
| Questa pagina contiene informazioni ricavate automaticamente dalle voci biografiche con l'ausilio del template Bio e di un bot. L'aggiornamento è periodico e automatico e ricostruisce completamente la pagina. Se manca una persona in questa lista, sei pregato di non aggiungerla, ma accertati piuttosto che la sua voce biografica contenga il template Bio e che i dati anagrafici siano correttamente compilati. Se il template Bio manca, inseriscilo tu stesso o, in alternativa, metti l'avviso {{tmp\|Bio}} che ne segnala la mancanza. Se i dati riportati sono sbagliati, correggi direttamente la voce biografica; le modifiche saranno visibili in questa lista entro pochi giorni. Per chiarimenti vedi il progetto biografie. La lista contiene solo le 1.190 persone che sono citate nell'enciclopedia e per le quali è stato implementato correttamente il template Bio. Pagina aggiornata al 13 ago 2025. |

## I secolo a.C.(1)
- 17 a.C. - Lucio Cesare, politico e militare romano († 2)

## XV secolo(3)
- 1425 - Antonio da Lezze, militare e politico italiano
- 1476 - Giuliano Bugiardini, pittore italiano († 1555)
- 1499 - Katharina von Bora, monaca cristiana tedesca († 1552)

## XVI secolo(10)
- 1501 - Ludovico Beccadelli, arcivescovo cattolico, letterato e scrittore italiano († 1572)
- 1523 - Enea Vico, incisore e numismatico italiano († 1567)
- 1525 - Lelio Sozzini, teologo italiano († 1562)
- 1558 - Alvise Corner, vescovo cattolico italiano († 1594)
- 1558 - Paul Hentzner, avvocato tedesco († 1623)
- 1560 - Scipione Dentice, compositore italiano († 1633)
- 1577 - Francesco Stelluti, naturalista e letterato italiano († 1653)
- 1584 - Federico Enrico d'Orange, sovrano († 1647)
- 1586 - Ludovico Federico di Württemberg-Mömpelgard, nobile tedesco († 1631)
- 1591 - François du Jon, filologo tedesco († 1677)

## XVII secolo(11)
- 1601 - Sebastián Izquierdo, filosofo, scrittore e teologo spagnolo († 1681)
- 1602 - Amalia Elisabetta di Hanau-Münzenberg, contessa († 1651)
- 1617 - Barbaro Jacopo Badoer, ammiraglio italiano († 1657)
- 1620 - Lucy Hutchinson, poetessa, traduttrice e biografa inglese († 1681)
- 1631 - Francesco Marino I Caracciolo, militare e principe italiano († 1674)
- 1632 - Johann Georg Graeve, filologo classico olandese († 1703)
- 1645 - Rennequin Sualem, inventore belga († 1708)
- 1674 - Justus Henning Böhmer, giurista e storico tedesco († 1749)
- 1688 - Emanuel Swedenborg, filosofo e mistico svedese († 1772)
- 1693 - Henry Herbert, IX conte di Pembroke, nobile e architetto inglese († 1750)
- 1699 - Gustav David Hamilton, generale svedese († 1788)

## XVIII secolo(46)
- 1701 - Adeodato Maria da Venezia, monaco cristiano e letterato italiano († 1768)
- 1704 - Francesco Appiani, pittore italiano († 1792)
- 1711 - Giuseppe Bonno, compositore austriaco († 1788)
- 1712 - Giuseppe Antonio Alberti, ingegnere e agronomo italiano († 1768)
- 1713 - Edme-François Mallet, storico e teologo francese († 1755)
- 1717 - Jeffrey Amherst, I barone Amherst, generale britannico († 1797)
- 1722 - Luisa Amalia di Brunswick-Wolfenbüttel, principessa tedesca († 1780)
- 1724 - Jean-Joseph de Laborde, banchiere e politico francese († 1794)
- 1736 - Domenico Cotugno, medico, anatomista e chirurgo italiano († 1822)
- 1737 - Thomas Paine, rivoluzionario e politico britannico († 1809)
- 1741 - Marco Boncompagni Ludovisi Ottoboni, V duca di Fiano, nobile e militare italiano († 1818)
- 1748 - Francesco Chiarottini, pittore, architetto e incisore italiano († 1796)
- 1749 - Cristiano VII di Danimarca, re († 1808)
- 1751 - Hans Carl Knudtzon, politico e armatore norvegese († 1823)
- 1751 - Luisa di Waldeck e Pyrmont, principessa tedesca († 1817)
- 1751 - Francis Osborne, V duca di Leeds, nobile, giurista e politico britannico († 1799)
- 1754 - Moses Cleaveland, militare e politico statunitense († 1806)
- 1755 - Nicolaus Fuss, matematico svizzero († 1826)
- 1756 - Henry Lee III, generale e politico inglese († 1818)
- 1758 - Giuseppe Tomaselli, tenore e attore teatrale italiano († 1836)
- 1759 - Louis-Augustin Bosc d'Antic, naturalista e agronomo francese († 1828)
- 1759 - François Joseph Pey, presbitero francese († 1792)
- 1761 - Albert Gallatin, politico e diplomatico statunitense († 1849)
- 1762 - Giuseppe Nicolini, compositore italiano († 1842)
- 1763 - Johann Gottfried Seume, scrittore tedesco († 1810)
- 1764 - Marino Carafa di Belvedere, cardinale italiano († 1830)
- 1764 - Gurdon Saltonstall Mumford, politico statunitense († 1831)
- 1768 - Paul Grenier, generale francese († 1827)
- 1769 - Gioacchino Salvetti, missionario e vescovo cattolico italiano († 1843)
- 1771 - Jacopo Bonfadini, filosofo italiano († 1835)
- 1772 - Legh Richmond, religioso e scrittore inglese († 1827)
- 1772 - François Watrin, generale francese († 1802)
- 1773 - Friedrich Mohs, chimico e mineralogista tedesco († 1839)
- 1781 - Francisco José de Souza Suares de Andrea, generale e politico portoghese († 1858)
- 1782 - Daniel Auber, compositore francese († 1871)
- 1782 - Franciszek Ścigalski, compositore e violinista polacco († 1846)
- 1783 - Vasilij Andreevič Žukovskij, poeta e traduttore russo († 1852)
- 1784 - George Hamilton Gordon, IV conte di Aberdeen, politico e ambasciatore inglese († 1860)
- 1793 - Ignaz Friedrich Tausch, botanico boemo († 1848)
- 1794 - George FitzClarence, I conte di Munster, generale inglese († 1842)
- 1794 - François Vincent Raspail, politico e scienziato francese († 1878)
- 1796 - Francesco Lacedelli, alpinista italiano († 1886)
- 1796 - Giovanni Renier, vescovo cattolico italiano († 1871)
- 1797 - Cesare Arnaud di San Salvatore, militare e politico italiano († 1873)
- 1797 - Adolfo di Hohenlohe-Ingelfingen, politico e principe tedesco († 1873)
- 1797 - Sibylle Mertens-Schaaffhausen, collezionista d'arte e archeologa tedesca († 1857)

## XIX secolo(175)
- 1802 - Nathaniel Jarvis Wyeth, inventore e esploratore statunitense († 1856)
- 1803 - James Outram, I baronetto, militare britannico († 1863)
- 1803 - Anselm von Rothschild, banchiere e filantropo austriaco († 1874)
- 1804 - Samuel Zopfy, medico svizzero († 1890)
- 1805 - Eugénie de Guérin, scrittrice francese († 1848)
- 1806 - Gustavo Benso di Cavour, nobile e politico italiano († 1864)
- 1809 - Felice Bisazza, poeta e italianista italiano († 1867)
- 1810 - Joseph Anton Clemenz, avvocato, giudice e politico svizzero († 1872)
- 1810 - Ernst Eduard Kummer, matematico tedesco († 1893)
- 1810 - Emily Karlovna Stjernvall, nobildonna svedese († 1846)
- 1811 - Alexandre-Félix Alméras, politico svizzero († 1868)
- 1811 - Vittorio della Rovere, fotografo e gesuita italiano († 1863)
- 1812 - Gaetano Facchi, imprenditore e politico italiano († 1895)
- 1812 - Pier Carlo Leoni, storico italiano († 1874)
- 1813 - Auguste Charpentier, pittore francese († 1880)
- 1813 - Pasquale Mattej, pittore, disegnatore e archeologo italiano († 1879)
- 1814 - Adelelmo Cocastelli di Montiglio, letterato e botanico italiano († 1881)
- 1815 - Justin Paulinier, arcivescovo cattolico francese († 1881)
- 1817 - Francisco Savalls, militare spagnolo († 1885)
- 1818 - Robert Caspary, naturalista e zoologo tedesco († 1887)
- 1820 - Carl Giskra, politico austriaco († 1879)
- 1822 - Adelaide Ristori, attrice teatrale italiana († 1906)
- 1822 - Georges de Pimodan, generale francese († 1860)
- 1823 - Joseph-Marie Timon David, presbitero francese († 1891)
- 1825 - Henry G. Blasdel, politico statunitense († 1900)
- 1825 - María Francisca de Sales de Portocarrero, nobile spagnola († 1860)
- 1825 - Maria di Nassau-Weilburg, principessa tedesca († 1902)
- 1826 - Luigi La Vista, scrittore e patriota italiano († 1848)
- 1829 - Augusto Muzii, politico e avvocato italiano († 1907)
- 1830 - Salvatore Tomaselli, medico italiano († 1906)
- 1831 - Mariano Semmola, medico, filosofo e politico italiano († 1896)
- 1832 - Boston Corbett, militare statunitense († 1894)
- 1832 - Tommaso Villa, avvocato e politico italiano († 1915)
- 1833 - Carl Frederik Aagaard, pittore danese († 1895)
- 1833 - Felice Piovene, nobile, politico e dirigente sportivo italiano († 1903)
- 1834 - Giuseppe Dalla Vedova, geografo italiano († 1919)
- 1837 - Francesco Boncinelli, medico e poeta italiano († 1917)
- 1838 - Viktor Aleksandrovič Krylov, drammaturgo, critico teatrale e librettista russo († 1906)
- 1838 - Edward Morley, fisico statunitense († 1923)
- 1839 - Filippo Speranza, medaglista italiano († 1903)
- 1840 - Henry Rogers, imprenditore statunitense († 1909)
- 1840 - Jacob H. Smith, generale statunitense († 1918)
- 1841 - Eugen Dücker, pittore tedesco († 1916)
- 1842 - Giovanni Celoria, astronomo e politico italiano († 1920)
- 1843 - William McKinley, politico statunitense († 1901)
- 1844 - Vasilij Maksimovič Maksimov, pittore russo († 1911)
- 1844 - Heinrich von Wittek, politico e nobile austriaco († 1930)
- 1845 - Carl Heinrich Florenz Müller, imprenditore tedesco († 1912)
- 1845 - Alfred Nehring, zoologo e paleontologo tedesco († 1904)
- 1846 - Karol Olszewski, chimico, matematico e fisico polacco († 1915)
- 1846 - Frederick Porter Vinton, pittore statunitense († 1911)
- 1847 - John Ramsay, XIII conte di Dalhousie, nobile, ufficiale e politico scozzese († 1887)
- 1848 - Nicola Balenzano, politico italiano († 1919)
- 1848 - Francesco Mosso, pittore italiano († 1877)
- 1848 - Francesco Tamburini, architetto italiano († 1891)
- 1849 - Antonio Cecchi, esploratore italiano († 1896)
- 1849 - Giovanni Chiarini, esploratore italiano († 1879)
- 1849 - Ernesto De Angeli, imprenditore italiano († 1907)
- 1850 - Lawrence Hargrave, pioniere dell'aviazione, inventore e esploratore inglese († 1915)
- 1850 - Ebenezer Howard, urbanista e esperantista britannico († 1928)
- 1850 - Edmond Nocard, veterinario e microbiologo francese († 1903)
- 1850 - Mary Alicia Owen, storica statunitense († 1935)
- 1850 - Maria di Schwarzburg-Rudolstadt, tedesca († 1922)
- 1850 - Jeannette Thurber, mecenate statunitense († 1946)
- 1851 - Stanislao Falchi, compositore italiano († 1922)
- 1852 - Frederic Hymen Cowen, musicista britannico († 1935)
- 1853 - Kitasato Shibasaburō, medico e batteriologo giapponese († 1931)
- 1854 - Cosimo Bertacchi, geografo italiano († 1945)
- 1854 - Ernesto Biondi, scultore italiano († 1917)
- 1854 - Alexandru Ciurcu, inventore e giornalista rumeno († 1922)
- 1854 - Takahira Kogorō, diplomatico giapponese († 1926)
- 1855 - Guido Biagi, bibliotecario, scrittore e storico italiano († 1925)
- 1855 - Luigi Capaldo, politico italiano († 1947)
- 1855 - Aleksandr Dmitrievič Michajlov, rivoluzionario russo († 1884)
- 1857 - Nicola Gaetani d'Alife, nobile, imprenditore e politico italiano († 1924)
- 1859 - Carlo Calisse, giurista e politico italiano († 1945)
- 1860 - Walther Kadow, insegnante tedesco († 1923)
- 1860 - William Robertson, militare britannico († 1933)
- 1860 - Anton Čechov, scrittore e drammaturgo russo († 1904)
- 1862 - Frederick Delius, compositore inglese († 1934)
- 1866 - Józefa Joteyko, scienziata polacca († 1928)
- 1866 - Romain Rolland, scrittore e drammaturgo francese († 1944)
- 1866 - Enrico Scodnik, militare, dirigente d'azienda e politico italiano († 1951)
- 1867 - Vicente Blasco Ibáñez, scrittore, sceneggiatore e regista spagnolo († 1928)
- 1868 - Anselmo Ciappi, ingegnere, politico e docente italiano († 1936)
- 1868 - Albin Egger-Lienz, pittore austriaco († 1926)
- 1869 - John Braid, crickettista britannico († 1960)
- 1869 - Wilhelm Carstens, canottiere tedesco († 1941)
- 1869 - Thomas Brand, III visconte Hampden, generale inglese († 1958)
- 1870 - Charles L. Gaskill, regista, sceneggiatore e attore statunitense († 1943)
- 1870 - Süleyman Nazif, poeta turco († 1927)
- 1871 - John T. Myers, generale statunitense († 1952)
- 1873 - Giuseppe Scalarini, disegnatore italiano († 1948)
- 1873 - Luigi Amedeo di Savoia-Aosta, nobile, ammiraglio e esploratore italiano († 1933)
- 1874 - Raoul Barré, fumettista e animatore canadese († 1932)
- 1874 - Owen Davis, drammaturgo e sceneggiatore statunitense († 1956)
- 1874 - Robert Lach, insegnante e musicologo austriaco († 1958)
- 1874 - Gheorghe Mironescu, politico rumeno († 1949)
- 1874 - John Davison Rockefeller Jr., imprenditore statunitense († 1960)
- 1875 - Eugen Bregant, militare austriaco († 1936)
- 1875 - Ernesto Paselli, militare italiano († 1918)
- 1875 - George Stanley, attore statunitense
- 1876 - Havergal Brian, compositore inglese († 1972)
- 1876 - Ludolf Nielsen, compositore, violinista e direttore d'orchestra danese († 1939)
- 1876 - Carlo Raggio, imprenditore e politico italiano († 1926)
- 1877 - Georges Catroux, generale e diplomatico francese († 1969)
- 1877 - John Dick, allenatore di calcio e calciatore scozzese († 1932)
- 1877 - Eduardo Hay, ingegnere, generale e politico messicano († 1941)
- 1877 - Vincenzo Rossi, militare italiano († 1900)
- 1878 - John Cregan, mezzofondista statunitense († 1965)
- 1878 - Carl Eduard Hellmayr, ornitologo austriaco († 1944)
- 1878 - Maria Vinca, pittrice italiana († 1939)
- 1879 - Domenico Barone, magistrato italiano († 1929)
- 1879 - Louis Prével, canottiere francese († 1964)
- 1880 - George Barnes, attore statunitense († 1951)
- 1880 - Tullio Camillotti, sollevatore italiano († 1958)
- 1880 - W. C. Fields, comico e attore statunitense († 1946)
- 1880 - Philibert Jacques Melotte, astronomo britannico († 1961)
- 1881 - Alice Catherine Evans, microbiologa statunitense († 1975)
- 1881 - Yosep VII Ghanima, vescovo cattolico e patriarca cattolico iracheno († 1958)
- 1881 - Riccardo Gigante, politico, giornalista e imprenditore italiano († 1945)
- 1881 - Kim Kyu-sik, politico e patriota sudcoreano († 1950)
- 1881 - William J. Press, lottatore britannico
- 1881 - Boris Zajcev, poeta russo († 1972)
- 1882 - Mario Corti, violinista e compositore italiano († 1957)
- 1882 - Osip Pjatnickij, rivoluzionario e politico sovietico († 1938)
- 1883 - Cecil Browning, tennista britannico († 1953)
- 1883 - Alessandro Dudan, politico, storico dell'arte e nobile italiano († 1957)
- 1883 - Billy McCracken, allenatore di calcio e calciatore nordirlandese († 1979)
- 1883 - Charles Méré, drammaturgo, sceneggiatore e regista francese († 1970)
- 1884 - Doug Cadwallader, golfista statunitense († 1971)
- 1884 - John Schommer, cestista, giocatore di football americano e giocatore di baseball statunitense († 1960)
- 1885 - Bálint Hóman, storico e politico ungherese († 1951)
- 1886 - Giuseppe Bonavolontà, musicista, compositore e paroliere italiano († 1957)
- 1886 - Alfred Junge, scenografo tedesco († 1964)
- 1886 - Sascha Kolowrat-Krakowsky, produttore cinematografico austriaco († 1927)
- 1886 - Arthur Lowe, tennista britannico († 1958)
- 1887 - Giacinto Giovanni Ambrosi, arcivescovo cattolico italiano († 1965)
- 1887 - Wellington Koo, politico e diplomatico cinese († 1985)
- 1887 - Augusto Guglielmo di Prussia, principe prussiano († 1949)
- 1887 - Julián Ruete, calciatore, arbitro di calcio e allenatore di calcio spagnolo († 1939)
- 1887 - René Spitz, medico, psicologo e psicoanalista austriaco († 1974)
- 1888 - Gaetano Aliberti, architetto e decoratore italiano († 1961)
- 1888 - Sydney Chapman, geofisico britannico († 1970)
- 1888 - Earl Gulick, cantante statunitense († 1945)
- 1888 - Luigi Lojacono, politico italiano
- 1889 - Goldie Colwell, attrice statunitense († 1982)
- 1889 - Oscar Engler, calciatore svizzero
- 1889 - Jerzy Józef Henryk Potocki, nobile e diplomatico polacco († 1961)
- 1890 - Sigurd Kander, velista svedese († 1980)
- 1891 - Archie Mayo, regista e attore teatrale statunitense († 1968)
- 1891 - Adolf Sinzinger, generale austriaco († 1974)
- 1891 - Henri Van Lerberghe, ciclista su strada e pistard belga († 1966)
- 1891 - Richard Norris Williams, tennista statunitense († 1968)
- 1892 - Clifford Gray, bobbista statunitense († 1968)
- 1892 - Reinhard Sorge, scrittore e drammaturgo tedesco († 1916)
- 1893 - Marțian Negrea, compositore rumeno († 1973)
- 1893 - Alessandro Ruffini, militare italiano († 1917)
- 1894 - Hope Loring, sceneggiatrice britannica († 1959)
- 1894 - Fernand Wertz, calciatore belga († 1971)
- 1895 - Barão de Itararé, giornalista, scrittore e umorista brasiliano († 1971)
- 1895 - Luigi Cambiaso, ginnasta italiano († 1975)
- 1896 - Maurice Thédié, calciatore francese († 1944)
- 1896 - Edzard Jacob van Holthe, ammiraglio olandese († 1967)
- 1897 - Gaston Fessard, religioso e teologo francese († 1978)
- 1898 - Jan Dvořáček, calciatore cecoslovacco († 1964)
- 1898 - Maria Müller, soprano austriaco († 1958)
- 1899 - Heinrich Blücher, filosofo e docente tedesco († 1970)
- 1899 - Disma Ferrario, mezzofondista italiano († 1979)
- 1899 - Melchiorre dello Spirito Santo, presbitero spagnolo († 1936)
- 1899 - Antonín Perner, calciatore cecoslovacco († 1973)
- 1899 - Antal Páger, attore ungherese († 1986)
- 1899 - Ferdinando Raffaelli, generale italiano († 1981)
- 1900 - Irving Chernev, scacchista e scrittore statunitense († 1981)
- 1900 - František Kolenatý, calciatore cecoslovacco († 1956)

## XX secolo(910)
- 1901 - Arkadij Ivanovič Aris, scrittore e critico letterario russo († 1942)
- 1901 - Mary Eaton, attrice statunitense († 1948)
- 1901 - Silvio Giovaninetti, commediografo, critico teatrale e giornalista italiano († 1962)
- 1902 - Arlette Marchal, attrice francese († 1984)
- 1903 - Benedetto Capomazza di Campolattaro, diplomatico italiano († 1991)
- 1903 - Giulio Ginanni, comico italiano († 1930)
- 1903 - Ettore Grande, diplomatico italiano († 1992)
- 1903 - Yeshayahu Leibowitz, filosofo e chimico israeliano († 1994)
- 1903 - Esperia Sperani, attrice italiana († 1973)
- 1904 - Kurt Epstein, pallanuotista cecoslovacco († 1975)
- 1904 - Arnold Gehlen, filosofo, antropologo e sociologo tedesco († 1976)
- 1904 - José Gómez Abad, pittore spagnolo († 1993)
- 1904 - Jan Koželuh, tennista cecoslovacco († 1979)
- 1904 - Gualtieri di San Lazzaro, scrittore e editore italiano († 1974)
- 1904 - Lidia Zamenhof, esperantista e traduttrice polacca († 1942)
- 1905 - Heinrich Berger, giurista e scrittore tedesco († 1944)
- 1905 - Guglielmo Marin, ciclista su strada italiano († 1986)
- 1905 - Bruno Molajoli, storico dell'arte e museologo italiano († 1985)
- 1905 - Barnett Newman, pittore e scultore statunitense († 1970)
- 1905 - Gaston Rebry, ciclista su strada belga († 1953)
- 1906 - Luigi Magnani, critico musicale, musicologo e scrittore italiano († 1984)
- 1906 - Enrico Nicodemo, arcivescovo cattolico italiano († 1973)
- 1907 - Paul Fannin, politico statunitense († 2002)
- 1907 - Francesco Kirn, militare italiano († 1941)
- 1907 - Enrico Martino, politico e diplomatico italiano († 1981)
- 1907 - Gino Watkins, esploratore britannico († 1932)
- 1908 - Raymond Durand, calciatore francese († 1989)
- 1908 - Lester Fuller, regista statunitense († 1962)
- 1908 - Piero Leonardi, geologo e paleontologo italiano († 1998)
- 1909 - Alan Marshal, attore australiano († 1961)
- 1910 - Alfred Huber, calciatore tedesco († 1986)
- 1910 - Leonidas Proaño, vescovo cattolico e teologo ecuadoriano († 1988)
- 1911 - Errico D'Amico, politico italiano († 1985)
- 1911 - Bronisław Gimpel, violinista e insegnante statunitense († 1979)
- 1911 - Lou Holmes, hockeista su ghiaccio e allenatore di hockey su ghiaccio britannico († 2010)
- 1911 - Enrico Martini, militare e partigiano italiano († 1976)
- 1911 - Cherubino Trabucchi, psichiatra italiano († 1986)
- 1912 - Martha Griffiths, politica, avvocato e magistrato statunitense († 2003)
- 1912 - Jozef Kostka, scultore slovacco († 1996)
- 1912 - Karl Schlösser, calciatore tedesco († 1982)
- 1912 - František Švantner, scrittore slovacco († 1950)
- 1913 - Victor Mature, attore statunitense († 1999)
- 1913 - Daniel Taradash, regista e sceneggiatore statunitense († 2003)
- 1914 - Enrico Castiglioni, architetto, pittore e scultore italiano († 2000)
- 1914 - Manlio Cecovini, politico e saggista italiano († 2010)
- 1914 - Shichirō Fukazawa, scrittore giapponese († 1987)
- 1914 - Giovanni Lovato, dirigente sportivo italiano († 1990)
- 1914 - Francesco Tagliani, allenatore di calcio e calciatore italiano
- 1915 - Simone Teich Alasia, medico e partigiano italiano († 2012)
- 1915 - Andrea Lazzarini, calciatore italiano († 1989)
- 1915 - Anna Marengo, medico e partigiana italiana († 2007)
- 1915 - Johnny McDowell, pilota automobilistico statunitense († 1952)
- 1915 - Bill Peet, scrittore e sceneggiatore statunitense († 2002)
- 1915 - Arnaldo Piccinini, ingegnere, imprenditore e banchiere italiano († 1972)
- 1915 - John Serry, fisarmonicista, compositore e arrangiatore statunitense († 2003)
- 1915 - Livio Fausto Sossass, scultore, pittore e disegnatore italiano († 2001)
- 1916 - Claes Egnell, pentatleta e tiratore a segno svedese († 2012)
- 1917 - Faubion Bowers, iamatologo e scrittore statunitense († 1999)
- 1917 - Antonio Caracciolo, calciatore italiano († 2017)
- 1917 - Nathalie de Salzmann de Etievan, pedagogista georgiana († 2007)
- 1917 - Martin Deutsch, fisico austriaco († 2002)
- 1917 - Michael Kitzelmann, militare tedesco († 1942)
- 1917 - Ronald Sydney Nyholm, chimico australiano († 1971)
- 1917 - John Raitt, attore e cantante statunitense († 2005)
- 1918 - Jaurès Pacifico Cecconi, matematico italiano († 2012)
- 1918 - John Forsythe, attore statunitense († 2010)
- 1918 - Donald Murphy, attore statunitense († 2008)
- 1918 - Eddie Parry, cestista statunitense († 2016)
- 1918 - Giovanni Decimo Pellegrini, vescovo cattolico e missionario italiano († 1992)
- 1918 - Mary Terán de Weiss, tennista argentina († 1984)
- 1919 - Tullio Benedetti, politico italiano († 2009)
- 1919 - Aurelia Browder, attivista statunitense († 1971)
- 1919 - Marina Ginestà, antifascista e traduttrice spagnola († 2014)
- 1919 - Norman Frederick Simpson, drammaturgo britannico († 2011)
- 1920 - Peter Celsing, architetto svedese († 1974)
- 1920 - Walter Del Medico, calciatore italiano († 1987)
- 1920 - Ruth Foster, attrice statunitense († 2012)
- 1920 - Armando Montani, militare italiano († 1943)
- 1920 - Francis Seton, economista austriaco († 2002)
- 1920 - José Luis de Vilallonga, scrittore e attore spagnolo († 2007)
- 1921 - Mustafa Ben Halim, politico libico († 2021)
- 1921 - Renato Bertacchini, giornalista e critico letterario italiano († 2011)
- 1921 - Filippo Cavalli, calciatore italiano († 2004)
- 1921 - Hans Dichand, giornalista austriaco († 2010)
- 1921 - Alec Fila, trombettista statunitense († 2001)
- 1921 - Edmondo Maturo, calciatore italiano
- 1921 - Max Schirschin, allenatore di calcio e calciatore tedesco († 2013)
- 1921 - Luigi Spadoni, calciatore italiano († 2010)
- 1922 - Mario Agliati, scrittore, giornalista e storico svizzero († 2011)
- 1922 - Romuald Markowski, cestista, pallavolista e allenatore di pallacanestro polacco († 2006)
- 1922 - Rino Pucci, pistard italiano († 1986)
- 1922 - Peter Robinson, allenatore di calcio e calciatore inglese († 2000)
- 1922 - Domenico Sangillo, pittore e poeta italiano († 2016)
- 1922 - Jean de Sibour, militare e aviatore francese († 1943)
- 1922 - Gerda Steinhoff, militare tedesca († 1946)
- 1922 - John Sveinsson, allenatore di calcio e calciatore norvegese († 2009)
- 1923 - Alessandro Agrimi, avvocato e politico italiano († 1999)
- 1923 - Paul Campani, animatore, fumettista e regista italiano († 1991)
- 1923 - Nunzio Caroleo, politico italiano († 1969)
- 1923 - Paddy Chayefsky, drammaturgo, sceneggiatore e scrittore statunitense († 1981)
- 1923 - Luciano Lupi, calciatore e allenatore di calcio italiano († 2002)
- 1923 - Ugo Pericoli, costumista e scenografo italiano († 1999)
- 1924 - Flaminio Bollini, regista e sceneggiatore italiano († 1978)
- 1924 - Giancarlo Brighenti, enigmista italiano († 2001)
- 1924 - Bobby Combe, calciatore scozzese († 1991)
- 1924 - Giorgio Granata, calciatore italiano († 1997)
- 1924 - Luigi Nono, compositore e scrittore italiano († 1990)
- 1924 - Bianca Maria Piccinino, giornalista, conduttrice televisiva e autrice televisiva italiana
- 1924 - John Rarick, politico statunitense († 2009)
- 1924 - Enrico Simonetti, pianista, compositore e showman italiano († 1978)
- 1925 - Villy Andresen, calciatore norvegese († 2013)
- 1925 - Ottar Gjermundshaug, combinatista nordico norvegese († 1963)
- 1926 - Tofiq Bəhramov, calciatore, arbitro di calcio e dirigente sportivo sovietico († 1993)
- 1926 - Franco Cerri, chitarrista italiano († 2021)
- 1926 - Bob Falkenburg, tennista statunitense († 2022)
- 1926 - Roberto Goyeneche, cantante argentino († 1994)
- 1926 - Bob Hollway, allenatore di football americano statunitense († 1999)
- 1926 - Michele Lalli, giornalista e scrittore italiano († 1964)
- 1926 - Giorgio Morelli, partigiano e giornalista italiano († 1947)
- 1926 - Abdus Salam, fisico pakistano († 1996)
- 1927 - Edward Abbey, scrittore statunitense († 1989)
- 1927 - Lewis des Brisay, pittore, illustratore e poeta britannico († 2011)
- 1927 - Giovanni Ciccarelli, calciatore italiano († 1997)
- 1927 - Michail Naumovič Kalik, regista sovietico († 2017)
- 1927 - Altibano Maselli, calciatore italiano († 2011)
- 1927 - José Luis Saso, allenatore di calcio e calciatore spagnolo († 2006)
- 1927 - Don Shirley, compositore e pianista statunitense († 2013)
- 1928 - Fritz Morf, calciatore svizzero († 2011)
- 1928 - Pierre Tchernia, attore, sceneggiatore e regista francese († 2016)
- 1928 - Marcello Tommasi, scultore e pittore italiano († 2008)
- 1929 - Francesco Bruni, politico italiano († 2024)
- 1929 - Józef Gara, poeta polacco († 2013)
- 1929 - Jerry Hoyt, pilota automobilistico statunitense († 1955)
- 1929 - Joseph Kruskal, statistico e matematico statunitense († 2010)
- 1929 - William McMillan, tiratore a segno statunitense († 2000)
- 1929 - Puggy Pearson, giocatore di poker statunitense († 2006)
- 1929 - Elio Petri, regista, sceneggiatore e critico cinematografico italiano († 1982)
- 1929 - Ed Shaughnessy, batterista statunitense († 2013)
- 1930 - Gastone Angelin, politico e partigiano italiano († 2018)
- 1930 - Derek Bailey, chitarrista inglese († 2005)
- 1930 - Neville Coleman, calciatore inglese († 1981)
- 1930 - John Neely, sassofonista statunitense († 1994)
- 1931 - Richard Bakalyan, attore statunitense († 2015)
- 1931 - Leslie Bricusse, compositore, drammaturgo e paroliere britannico († 2021)
- 1931 - Elio Giorgi, calciatore italiano († 2017)
- 1931 - Ferenc Mádl, politico ungherese († 2011)
- 1931 - Ernest Schultz, calciatore francese († 2013)
- 1932 - Beverly Kenney, cantante statunitense († 1960)
- 1932 - Tommy Taylor, calciatore inglese († 1958)
- 1933 - 75 Cents, cantante croato († 2010)
- 1933 - William Alonso, economista statunitense († 1999)
- 1933 - Françoise Brion, attrice francese
- 1933 - Sacha Distel, cantante, chitarrista e compositore francese († 2004)
- 1933 - Paolo Grossi, giurista e storico italiano († 2022)
- 1933 - Giovanni Lubrano di Ricco, politico italiano († 2015)
- 1934 - Noel Harrison, sciatore alpino, attore e cantante britannico († 2013)
- 1934 - Kassian Lauterer, abate austriaco († 2022)
- 1934 - Vladimir Sperber, storico italiano († 2015)
- 1935 - Roberto Fassi, artista marziale italiano († 2014)
- 1935 - Luboš Kohoutek, astronomo ceco († 2023)
- 1935 - Roger Payne, biologo e ambientalista statunitense († 2023)
- 1935 - Vieri Quilici, architetto italiano
- 1935 - Luciano Redegalli, ex calciatore italiano
- 1936 - Patrick Caulfield, pittore e incisore inglese († 2005)
- 1936 - Lucien Cossou, ex calciatore francese
- 1936 - Fernand Delort, ciclista su strada francese
- 1936 - James Jamerson, bassista statunitense († 1983)
- 1936 - Walter Lewin, astrofisico e docente olandese
- 1936 - Luigi Mombelli, politico e medico italiano
- 1936 - Jean Normant, chimico francese († 2016)
- 1936 - Joaquín Peiró, calciatore e allenatore di calcio spagnolo († 2020)
- 1936 - Mario Sitri, pugile italiano († 2011)
- 1936 - Tullio Zitkowsky, scenografo italiano († 2023)
- 1937 - Arnol'd Bel'gardt, pistard sovietico († 2015)
- 1937 - Galina Dronova, cestista sovietica († 2008)
- 1937 - Domenico Sesta, ingegnere italiano († 2002)
- 1937 - Gianni Uccelli, calciatore italiano († 2009)
- 1938 - Samuele Bacchiocchi, teologo italiano († 2008)
- 1938 - Ubaldo Balbi, calciatore italiano († 2022)
- 1938 - Aminah Cendrakasih, attrice indonesiana († 2022)
- 1938 - Michele De Luca, politico italiano
- 1938 - Giorgio Falck, imprenditore, ingegnere e velista italiano († 2004)
- 1938 - Ingrid Künzel, ex nuotatrice tedesca
- 1938 - Shūji Tsurumi, ex ginnasta giapponese
- 1939 - Rossella Como, attrice italiana († 1986)
- 1939 - Lino De Benetti, politico italiano
- 1939 - Germaine Greer, scrittrice, giornalista e anglista australiana
- 1939 - Hans-Joachim Hecht, scacchista tedesco
- 1939 - William Hobbs, scenografo e stuntman britannico († 2018)
- 1939 - Jeanne Lee, cantante e compositrice statunitense († 2000)
- 1939 - Jesús Moliné Labarta, vescovo cattolico e missionario spagnolo
- 1940 - Lionel Chetwynd, sceneggiatore, regista e produttore cinematografico inglese
- 1940 - Gaetano De Leo, psicologo italiano († 2006)
- 1940 - Justino Díaz, basso portoricano
- 1940 - Sergio Giovarruscio, tuffatore italiano († 2015)
- 1940 - Fred Hansen, ex astista statunitense
- 1940 - Astrid Heeren, attrice tedesca
- 1940 - Gopichand Hinduja, imprenditore indiano
- 1940 - Adriana Hoffmann, biologa e botanica cilena († 2022)
- 1940 - Janusz Mieczysław Majewski, ex schermidore polacco
- 1940 - Agostino Mathis, diplomatico e funzionario italiano († 2023)
- 1940 - Gianni Francesco Mattioli, fisico e politico italiano
- 1940 - Hugh McIlmoyle, ex calciatore scozzese
- 1940 - Katharine Ross, attrice statunitense
- 1940 - Kunimitsu Takahashi, pilota motociclistico giapponese († 2022)
- 1941 - Traudl Eder, ex sciatrice alpina austriaca
- 1941 - Bob Hogsett, cestista statunitense († 1984)
- 1941 - Robin Morgan, attrice, poetessa e politica statunitense
- 1941 - Robert Péri, calciatore francese († 2022)
- 1941 - Sándor Szabó, schermidore ungherese († 1992)
- 1942 - Ivo Barnabò Micheli, regista e sceneggiatore italiano († 2005)
- 1942 - Paolo Dossena, produttore discografico e compositore italiano
- 1942 - Vinnie Ernst, cestista statunitense († 1996)
- 1942 - Franco Antonio Fanucchi, politico italiano († 1996)
- 1942 - Claudine Longet, attrice, cantante e ex ballerina francese
- 1942 - Arnaldo Tamayo Méndez, cosmonauta cubano
- 1942 - Peter Sumner, attore australiano († 2016)
- 1942 - Jean Wadoux, ex mezzofondista francese
- 1942 - Jay Wolpert, sceneggiatore, produttore televisivo e attore statunitense († 2022)
- 1943 - Roy Cizek, inventore statunitense († 1993)
- 1943 - Claes Fellbom, regista, sceneggiatore e compositore svedese († 2024)
- 1943 - Désiré Letort, ciclista su strada francese († 2012)
- 1943 - Bernard Magnin, cestista francese († 2021)
- 1943 - Robert Random, attore canadese
- 1943 - Rodney Rude, cantante australiano
- 1943 - Aldo Stella, ex fondista e scialpinista italiano
- 1944 - Erminio Favalli, dirigente sportivo e calciatore italiano († 2008)
- 1944 - Susana Giménez, attrice, conduttrice televisiva e modella argentina
- 1944 - Stojan Jordanov, ex calciatore bulgaro
- 1944 - Kim Yung-kil, ex calciatore nordcoreano
- 1944 - Andrew Loog Oldham, produttore discografico, imprenditore e compositore britannico
- 1944 - José Malleo, ex calciatore argentino
- 1944 - John Olorunfemi Onaiyekan, cardinale e arcivescovo cattolico nigeriano
- 1944 - Jerry Reynolds, allenatore di pallacanestro e dirigente sportivo statunitense
- 1944 - Jan Schappert, ex cestista olandese
- 1944 - Pauline van der Wildt, ex nuotatrice olandese
- 1945 - Tsambyn Danzan, ex biatleta mongolo
- 1945 - Fanny González, ex cestista paraguaiana
- 1945 - Ibrahim Boubacar Keïta, politico maliano († 2022)
- 1945 - Manfred Lehmann, attore e doppiatore tedesco
- 1945 - Tom Selleck, attore statunitense
- 1945 - Yōko Shinozaki, pallavolista giapponese
- 1946 - Manuel António, ex calciatore portoghese
- 1946 - Fernande Bochatay, ex sciatrice alpina svizzera
- 1946 - Bettye LaVette, cantante statunitense
- 1947 - Jerry Adriani, cantante, showman e attore brasiliano († 2017)
- 1947 - Linda Buck, biologa statunitense
- 1947 - David Byron, cantante britannico († 1985)
- 1947 - Franca Donaggio, sindacalista e politica italiana († 2013)
- 1947 - Tom Hagan, ex cestista statunitense
- 1947 - Mladen Kučev, ex sollevatore bulgaro
- 1947 - Michael Laucke, chitarrista canadese († 2021)
- 1947 - Ernie Lively, attore statunitense († 2021)
- 1947 - Paolo Morelli, musicista e cantautore italiano († 2013)
- 1947 - Marco Politi, giornalista e scrittore italiano
- 1947 - Marián Varga, compositore e pianista slovacco († 2017)
- 1948 - Abramo Albini, ex canottiere italiano
- 1948 - Delia Boccardo, attrice italiana
- 1948 - Peter Byrne, ex cestista australiano
- 1948 - Pasqual Fandos, ciclista su strada spagnolo
- 1948 - David Hay, allenatore di calcio e ex calciatore scozzese
- 1948 - Raymond Keene, scacchista britannico
- 1948 - Mamoru Mōri, ex astronauta giapponese
- 1948 - Cristina Saralegui, giornalista e attrice cubana
- 1948 - Marc Singer, attore statunitense
- 1948 - Zhou Xiaochuan, economista e banchiere cinese
- 1949 - Francisco Casamayor, sollevatore cubano († 2005)
- 1949 - José Ignacio Churruca, ex calciatore spagnolo
- 1949 - Bernie Fagan, allenatore di calcio e calciatore inglese († 2023)
- 1949 - Adam Gardzina, ex cestista polacco
- 1949 - Evgenij Lovčev, ex calciatore e allenatore di calcio a 5 sovietico
- 1949 - Tommi Salmelainen, ex hockeista su ghiaccio finlandese
- 1949 - Lori Sandri, allenatore di calcio e calciatore brasiliano († 2014)
- 1949 - Domenico Ventura, allenatore di calcio e ex calciatore italiano
- 1950 - Franco Bixio, compositore italiano
- 1950 - Joaquim Justino Carreira, vescovo cattolico portoghese († 2013)
- 1950 - Ann Jillian, attrice statunitense
- 1950 - Flavio Maspoli, politico e giornalista svizzero († 2007)
- 1950 - Ubaldo Novembre, dirigente sportivo e ex calciatore italiano
- 1950 - Marv Roberts, ex cestista statunitense
- 1950 - Jody Scheckter, ex pilota automobilistico sudafricano
- 1950 - Heather Witzel, cestista canadese († 2018)
- 1951 - Francesco Bidognetti, mafioso italiano
- 1951 - Enio Cometti, ex pugile italiano
- 1951 - Fereydoon Foroughi, cantautore, compositore e musicista iraniano († 2001)
- 1951 - Eleonora Kaminskaitė, canottiera lituana († 1986)
- 1951 - Zdzisław Myrda, cestista e allenatore di pallacanestro polacco († 2020)
- 1951 - Elvio Pierich, ex cestista e allenatore di pallacanestro italiano
- 1951 - Tetjana Zacharova, ex cestista sovietica
- 1952 - Roberto Felice Bigliardo, politico italiano († 2006)
- 1952 - Jakob Brechbühl, ex calciatore svizzero
- 1952 - Micaela Esdra, attrice e doppiatrice italiana
- 1952 - James Kenneth Galbraith, economista statunitense
- 1952 - Pete Geren, politico statunitense
- 1952 - Paul Kirchner, disegnatore, fumettista e illustratore statunitense
- 1952 - Cayo Lara, politico spagnolo
- 1952 - Aleksej Petrušin, allenatore di calcio e ex calciatore russo
- 1952 - Tommy Ramone, batterista, produttore discografico e cantautore ungherese († 2014)
- 1952 - Hugo Saggioratto, ex calciatore argentino
- 1952 - Alma Manuela Tirone, medico, personaggio televisivo e imprenditrice italiana († 2008)
- 1953 - Nate Barnett, ex cestista statunitense
- 1953 - Peter Baumann, musicista e filosofo tedesco
- 1953 - Dalila Di Lazzaro, ex modella, attrice e scrittrice italiana
- 1953 - Andrea Iaconi, dirigente sportivo italiano
- 1953 - Rino Martinez, cantautore italiano
- 1953 - José Moré Bonet, allenatore di calcio e ex calciatore spagnolo
- 1953 - Mario Piovan, dirigente sportivo, ex arbitro di rugby a 15 e ex rugbista a 15 italiano
- 1953 - Pierfrancesco Poggi, drammaturgo, attore e cantautore italiano
- 1953 - Teresa Teng, cantante e attrice taiwanese († 1995)
- 1953 - Charlie Wilson, cantautore statunitense
- 1954 - Richard Manitoba, cantante statunitense
- 1954 - Alejandro Casañas, ex ostacolista cubano
- 1954 - Paola Hofer, ex sciatrice alpina italiana
- 1954 - Yukinobu Hoshino, fumettista giapponese
- 1954 - Terry Kinney, attore e regista statunitense
- 1954 - Snežana Mihajlova, ex cestista bulgara
- 1954 - Barry Powell, allenatore di calcio e ex calciatore inglese
- 1954 - Rani Maria Vattalil, religiosa indiana († 1995)
- 1954 - Oprah Winfrey, conduttrice televisiva, autrice televisiva e attrice statunitense
- 1955 - Greg Ballard, cestista e allenatore di pallacanestro statunitense († 2016)
- 1955 - Tommaso Casillo, politico italiano
- 1955 - Zoran Gopčević, pallanuotista jugoslavo († 2000)
- 1955 - Eddie Jordan, ex cestista e allenatore di pallacanestro statunitense
- 1955 - Rachid Mouffouk, pittore e scultore algerino
- 1955 - Venanzio Ortis, ex mezzofondista italiano
- 1955 - David Robbins, compositore statunitense
- 1955 - Zebiniso Rustamova, arciera sovietica
- 1955 - Jonathan Smith, ex tennista britannico
- 1955 - John Tate, pugile statunitense († 1998)
- 1956 - Mariam binti Abdul Aziz, bruneiana
- 1956 - Sjarhej Baroŭski, allenatore di calcio e ex calciatore sovietico
- 1956 - Pasqualino Borsellino, allenatore di calcio e ex calciatore italiano
- 1956 - May East, cantante, attivista e urbanista brasiliana
- 1956 - Ian Davies, cestista australiano († 2013)
- 1956 - Mori Eskandani, giocatore di poker e produttore televisivo iraniano
- 1956 - Amii Stewart, cantante statunitense
- 1956 - Matei Vișniec, drammaturgo, poeta e giornalista rumeno
- 1956 - Éric Woerth, politico francese
- 1957 - Diane Delano, attrice statunitense († 2024)
- 1957 - Philippe Dintrans, ex rugbista a 15 e imprenditore francese
- 1957 - Primo Fontanive, ex hockeista su ghiaccio e allenatore di hockey su ghiaccio italiano
- 1957 - Manuela Groß, ex pattinatrice artistica su ghiaccio tedesca
- 1957 - Grażyna Miller, scrittrice e poetessa polacca († 2009)
- 1957 - Nick Price, golfista zimbabwese
- 1957 - Tadeusz Wojda, arcivescovo cattolico polacco
- 1958 - Alexandra Barré, ex canoista canadese
- 1958 - Alastair Duncan, attore e doppiatore britannico
- 1958 - Fabio Grossi, attore, regista e drammaturgo italiano
- 1958 - Antonio Leotti, sceneggiatore e scrittore italiano
- 1958 - Jeph Loeb, fumettista, produttore televisivo e sceneggiatore statunitense
- 1958 - Daniela Minerva, giornalista e saggista italiana
- 1958 - Gianfranco Polvara, ex fondista italiano
- 1958 - Hansjörg Raffl, ex slittinista italiano
- 1959 - Chip Cravaack, politico e militare statunitense
- 1959 - Serhiy Fesenko, ex nuotatore sovietico
- 1959 - Sergio Roic, giornalista, scrittore e politico svizzero
- 1959 - Luciano Venturini, ex calciatore italiano
- 1960 - Matthew Ashford, attore statunitense
- 1960 - Marco Bersanelli, astrofisico italiano
- 1960 - Annemarie Bischofberger, ex sciatrice alpina svizzera
- 1960 - Gia Carangi, supermodella statunitense († 1986)
- 1960 - Mark Dziadulewicz, ex calciatore inglese
- 1960 - Enzo Eusebi, ingegnere, architetto e designer italiano
- 1960 - Maya Jribi, politica e biologa tunisina († 2018)
- 1960 - Cho-Liang Lin, violinista taiwanese
- 1960 - Greg Louganis, tuffatore statunitense
- 1960 - Aleksandr Mamut, avvocato, banchiere e imprenditore russo
- 1960 - Giò Martorana, fotografo italiano
- 1960 - Tigran Sargsyan, politico armeno
- 1960 - Steve Sax, ex giocatore di baseball statunitense
- 1960 - James George Thirlwell, cantante, polistrumentista e compositore australiano
- 1960 - Servais Verherstraeten, politico belga
- 1960 - Camaləddin Əliyev, ex calciatore sovietico
- 1961 - Juan Avendaño, ex tennista spagnolo
- 1961 - Tássia Camargo, attrice e conduttrice televisiva brasiliana
- 1961 - Ezio Gelain, ex calciatore e allenatore di calcio italiano
- 1961 - Rafael Grossi, funzionario e diplomatico argentino
- 1961 - Christian Keglevits, allenatore di calcio e ex calciatore austriaco
- 1961 - Lee Tae-ho, ex calciatore sudcoreano
- 1961 - Lee Tae-hoon, allenatore di calcio sudcoreano
- 1961 - Celestino Prieto, ex ciclista su strada spagnolo
- 1961 - Tore Rismo, ex calciatore norvegese
- 1961 - Marco Romiti, ex calciatore italiano
- 1961 - Samson Shukardin, vescovo cattolico pakistano
- 1961 - Petra Thümer, ex nuotatrice tedesca orientale
- 1962 - Aldo Bassi, trombettista e compositore italiano († 2020)
- 1962 - Gauri Lankesh, giornalista e attivista indiana († 2017)
- 1962 - Massimo Paolucci, regista italiano
- 1962 - Oana Pellea, attrice rumena
- 1962 - Charlie Quintana, batterista statunitense († 2018)
- 1962 - Gianmarco Rossi, pilota motociclistico italiano
- 1962 - Yoshiyuki Sadamoto, fumettista e character designer giapponese
- 1962 - Matthew Stover, scrittore statunitense
- 1962 - Lee Terry, politico statunitense
- 1962 - Olga Tokarczuk, scrittrice polacca
- 1962 - Nicholas Turturro, attore statunitense
- 1962 - Mario Vietri, militare italiano
- 1963 - Roberto Ariagno, dirigente sportivo e ex pallavolista italiano
- 1963 - Fabio Bussotti, attore e scrittore italiano
- 1963 - Domenico Giacomarro, allenatore di calcio e ex calciatore italiano
- 1963 - Charlie Gnocchi, conduttore radiofonico, personaggio televisivo e pittore italiano
- 1963 - Ismāʿīl Haniyeh, politico palestinese († 2024)
- 1963 - Hardcore Holly, ex wrestler statunitense
- 1963 - Monica Horan, attrice e comica statunitense
- 1963 - Mauro Rodella, nuotatore italiano
- 1963 - Mino Serrano, allenatore di calcio e ex calciatore spagnolo
- 1963 - Michael Smiley, attore e comico britannico
- 1964 - Holger Behrendt, ex ginnasta tedesco
- 1964 - Alexandre Djomo Wafo, ex calciatore e allenatore di calcio camerunese
- 1964 - John Gallagher, rugbista a 15 neozelandese
- 1964 - Lamberto Giannini, prefetto e poliziotto italiano
- 1964 - Annette Keur, ex cestista olandese
- 1964 - Grigorij Konstantinopol'skij, regista e attore russo
- 1964 - Abilio Martínez Varea, vescovo cattolico spagnolo
- 1964 - Minetarō Mochizuki, fumettista giapponese
- 1964 - Fransiskus Nipa, arcivescovo cattolico indonesiano
- 1964 - Andre Reed, ex giocatore di football americano statunitense
- 1964 - Jourdan Serderidis, pilota di rally greco
- 1964 - Zvonko Stanojoski, scacchista macedone
- 1964 - John Wood, attivista statunitense
- 1965 - Philippe Bérot, ex rugbista a 15 e allenatore di rugby a 15 francese
- 1965 - Paolo Febbraro, poeta e critico letterario italiano
- 1965 - Maria Cristina Fioretti, attrice italiana
- 1965 - Dominik Hašek, ex hockeista su ghiaccio ceco
- 1965 - Tim Johnson, ex giocatore di football americano statunitense
- 1965 - Peter Lundgren, tennista e allenatore di tennis svedese († 2024)
- 1965 - Roberta Oliaro, politica italiana
- 1965 - Sui Xinmei, ex pesista cinese
- 1965 - Dušan Vrťo, ex calciatore slovacco
- 1966 - Diana Battaggia, politica italiana
- 1966 - Johan Carlsson, ex tennista svedese
- 1966 - Maxim Dlugy, scacchista statunitense
- 1966 - Keith Dublin, ex calciatore inglese
- 1966 - Şenol Fidan, allenatore di calcio e ex calciatore turco
- 1966 - Franz Neuländtner, ex saltatore con gli sci austriaco
- 1966 - Stefano Pecorelli, chitarrista e arrangiatore italiano
- 1966 - Romário, politico, dirigente sportivo e calciatore brasiliano
- 1966 - Millicent Shelton, regista statunitense
- 1966 - Mark Stein, ex calciatore inglese
- 1967 - Philippe Besson, scrittore francese
- 1967 - Sean Burke, ex hockeista su ghiaccio canadese
- 1967 - Sergej Aleksandrovič Filippov, ex calciatore russo
- 1967 - Marcus Kennedy, ex cestista statunitense
- 1967 - Stacey King, ex cestista e allenatore di pallacanestro statunitense
- 1967 - Marcelo Miranda, ex calciatore cileno
- 1967 - Roberto Repole, cardinale, arcivescovo cattolico e teologo italiano
- 1967 - Khalid Skah, ex mezzofondista e maratoneta marocchino
- 1967 - Cyril Suk, ex tennista ceco
- 1967 - Fernando Vergara, allenatore di calcio e ex calciatore cileno
- 1968 - Edmond Abazi, ex calciatore albanese
- 1968 - Andrea Brogioni, ex pallavolista italiano
- 1968 - Edward Burns, attore, regista e sceneggiatore statunitense
- 1968 - Jiří Časko, ex calciatore ceco
- 1968 - Monte Cook, autore di giochi e scrittore statunitense
- 1968 - Julianne Dalcanton, astronoma statunitense
- 1968 - Susi Erdmann, ex slittinista e ex bobbista tedesca
- 1968 - Harold Green, ex giocatore di football americano statunitense
- 1968 - Steffen Hoos, ex biatleta tedesco
- 1968 - Margaret Morton, ex giocatrice di curling britannica
- 1968 - Roberto Piazza, ex pallavolista e allenatore di pallavolo italiano
- 1968 - Mario Sechi, giornalista italiano
- 1968 - Glenn Slater, paroliere e compositore statunitense
- 1968 - Aeneas Williams, ex giocatore di football americano statunitense
- 1968 - Parker Williams, ex attore pornografico statunitense
- 1969 - Nunzio Angiola, politico e economista italiano
- 1969 - Rob Barrett, chitarrista statunitense
- 1969 - Stéphane Carnot, ex calciatore francese
- 1969 - Wagner Lopes, allenatore di calcio e ex calciatore brasiliano
- 1969 - Lara Magoni, politica, ex sciatrice alpina e dirigente sportiva italiana
- 1969 - Saša Obradović, ex cestista e allenatore di pallacanestro serbo
- 1969 - Flora Perfetti, ex tennista italiana
- 1969 - Ronan Salaün, allenatore di calcio e ex calciatore francese
- 1969 - Hyde, cantautore, attore e produttore discografico giapponese
- 1969 - Serge Thill, allenatore di calcio e ex calciatore lussemburghese
- 1969 - Sam Trammell, attore statunitense
- 1969 - Jenny Wingerstrand, ex cestista svedese
- 1969 - Motohiro Yamaguchi, ex calciatore giapponese
- 1970 - Dexter Cambridge, ex cestista bahamense
- 1970 - Gianluca Coci, traduttore, iamatologo e curatore editoriale italiano
- 1970 - Heather Graham, attrice statunitense
- 1970 - Jörg Hoffmann, ex nuotatore tedesco
- 1970 - John Lindsay, ex atleta paralimpico australiano
- 1970 - Michele Piccirillo, ex pugile italiano
- 1970 - Rajyavardhan Singh Rathore, ex tiratore a volo e politico indiano
- 1970 - Paul Ryan, politico statunitense
- 1970 - Ustaz Mohammed Yusuf, terrorista nigeriano († 2009)
- 1971 - Jörg Albertz, ex calciatore tedesco
- 1971 - Ekaterina Lebedeva-Gorskaja, ex schermitrice sovietica
- 1971 - Matthias Pintscher, compositore e direttore d'orchestra tedesco
- 1971 - Giulio Ranzo, ingegnere e imprenditore italiano
- 1971 - Iunio Valerio Romano, politico italiano
- 1971 - Natalija Syl'janova, ex cestista ucraina
- 1972 - Ol'ga Anisimova, ex biatleta russa
- 1972 - Francesco Arazzi, ex ciclista su strada italiano
- 1972 - Lorenzo D'Anna, allenatore di calcio e ex calciatore italiano
- 1972 - Nicolas Le Riche, ballerino e coreografo francese
- 1972 - Joseph Oosting, allenatore di calcio e ex calciatore olandese
- 1972 - Brian Wood, fumettista e scrittore statunitense
- 1973 - Arben Bajraktaraj, attore kosovaro
- 1973 - Lorenzo Baratter, storico e ex politico italiano
- 1973 - Damiano Brigo, ex cestista e allenatore di pallacanestro italiano
- 1973 - Fabien Foret, pilota motociclistico francese
- 1973 - Sergej Nekrasov, ex calciatore russo
- 1973 - Boichi, fumettista sudcoreano
- 1973 - Wu Ming 4, scrittore italiano
- 1974 - Michael Andersen, ex cestista danese
- 1974 - Taketo Aoki, allenatore di pallacanestro e ex cestista giapponese
- 1974 - Artur Kogan, scacchista ucraino
- 1974 - David LaFleur, ex giocatore di football americano statunitense
- 1974 - Igkor Mōraitīs, ex cestista georgiano
- 1974 - William Murphy, ex calciatore nordirlandese
- 1974 - Sara Nakayama, doppiatrice giapponese
- 1974 - Mălina Olinescu, cantante rumena († 2011)
- 1974 - Ndialou Paye, ex cestista senegalese
- 1974 - Roberta Potrich, attrice, modella e conduttrice televisiva italiana
- 1974 - Mariangela Tarì, scrittrice italiana
- 1974 - Kōji Wada, cantante e blogger giapponese († 2016)
- 1975 - Sharif Atkins, attore statunitense
- 1975 - Galit Chait, ex danzatrice su ghiaccio israeliana
- 1975 - Kieron Dawson, ex rugbista a 15 e allenatore di rugby britannico
- 1975 - Hendrik Dreekmann, ex tennista tedesco
- 1975 - Frode Fermann, ex calciatore norvegese
- 1975 - Matteo Frutti, ex ciclista su strada italiano
- 1975 - Sara Gilbert, attrice, regista e sceneggiatrice statunitense
- 1975 - Serhij Matvjejev, ex ciclista su strada, pistard e dirigente sportivo ucraino
- 1975 - İlqar Məmmədov, ex calciatore azero
- 1975 - Kelly Packard, attrice statunitense
- 1975 - Alexis Proffitt, ex cestista statunitense
- 1975 - Daisuke Tonoike, ex calciatore giapponese
- 1975 - Jason William Walton, musicista statunitense
- 1976 - Petr Benčík, ex ciclista su strada ceco
- 1976 - Anatolij Dovhal', ex velocista ucraino
- 1976 - Félix Flores, pugile portoricano
- 1976 - Karsten Kroon, dirigente sportivo e ex ciclista su strada olandese
- 1976 - Diego Longo, allenatore di calcio italiano
- 1976 - Saúl Martínez, ex calciatore honduregno
- 1976 - Antonio Milošoski, politico macedone
- 1976 - Gianfranco Miranda, doppiatore e direttore del doppiaggio italiano
- 1976 - Belle Perez, cantautrice belga
- 1976 - Iván Pérez Muñoz, ex calciatore spagnolo
- 1976 - Pino Putignani, cantautore e regista italiano
- 1977 - Mohamed Abdelhamid, ex giocatore di calcio a 5 egiziano
- 1977 - Ruddy Buquet, arbitro di calcio francese
- 1977 - Emiliano Fenu, politico italiano
- 1977 - Costantino della Gherardesca, conduttore televisivo, opinionista e conduttore radiofonico italiano
- 1977 - Marcelo Giménez, ex giocatore di calcio a 5 argentino
- 1977 - Justin Hartley, attore e regista statunitense
- 1977 - Mai Hosho, attrice giapponese
- 1977 - Sam Jaeger, attore, sceneggiatore e regista statunitense
- 1977 - Shalimar Jones, ex calciatore olandese
- 1977 - Suzie Kennedy, attrice, modella e cantante britannica
- 1977 - Desirée Rancatore, soprano italiano
- 1977 - Alexandre Rousselet, ex fondista francese
- 1977 - Davide Saverino, ex calciatore italiano
- 1977 - Eddie Shannon, ex cestista statunitense
- 1977 - Lateefah Simon, politica statunitense
- 1978 - Arunas Bizokas, ballerino lituano
- 1978 - Dan Gadzuric, ex cestista olandese
- 1978 - Yngvar Håkonsen, ex calciatore norvegese
- 1978 - Martin Schmitt, ex saltatore con gli sci tedesco
- 1978 - Jorge Vidigal, ex calciatore portoghese
- 1978 - Radim Wozniak, allenatore di calcio e ex calciatore ceco
- 1979 - Cilvaringz, rapper e produttore discografico olandese
- 1979 - Francesco D'Macho, attore pornografico italiano
- 1979 - Aaron Egbele, velocista nigeriano
- 1979 - Christina Koch, astronauta statunitense
- 1979 - Emilio Insolera, attore, produttore cinematografico e sceneggiatore italiano
- 1979 - Andrew Keegan, attore statunitense
- 1979 - Vinzenz Kiefer, attore tedesco
- 1979 - Matej Mavrič, ex calciatore sloveno
- 1979 - Eduardo Mingas, ex cestista angolano
- 1979 - Ken Ring, rapper svedese
- 1979 - Tamara Stocks, ex cestista statunitense
- 1979 - Sui Feifei, ex cestista cinese
- 1980 - Knut Borch, ex calciatore norvegese
- 1980 - Gustavo César Veloso, dirigente sportivo e ex ciclista su strada spagnolo
- 1980 - Manuel Coscione, pallavolista italiano
- 1980 - Nico Estévez, allenatore di calcio spagnolo
- 1980 - Andreas Hartmann, ex combinatista nordico svizzero
- 1980 - Ingimundur Ingimundarson, pallamanista islandese
- 1980 - Haylie Johnson, attrice statunitense
- 1980 - Ivan Klasnić, ex calciatore croato
- 1980 - Katie Lohmann, modella statunitense
- 1980 - Peter Løvenkrands, allenatore di calcio e ex calciatore danese
- 1980 - Adriano Duarte Mansur da Silva, ex calciatore brasiliano
- 1980 - Nirajan Rayamajhi, ex calciatore nepalese
- 1980 - Jason James Richter, attore statunitense
- 1980 - Giovanni Rienzo, attore italiano
- 1980 - Ronald Rivero, ex calciatore boliviano
- 1980 - Øyvind Svenning, allenatore di calcio e calciatore norvegese
- 1980 - Yannick Szczepaniak, ex lottatore francese
- 1980 - Érick Vallecillo, calciatore honduregno
- 1981 - Glenn Allerton, pilota motociclistico australiano
- 1981 - Wojciech Bakun, informatico e politico polacco
- 1981 - Ingmāra Balode, poetessa e traduttrice lettone
- 1981 - Thomas Broich, ex calciatore tedesco
- 1981 - Leonardo Corti, ex calciatore argentino
- 1981 - Romano Denneboom, ex calciatore olandese
- 1981 - Tim Gleason, hockeista su ghiaccio statunitense
- 1981 - Vladimir Gojković, pallanuotista montenegrino
- 1981 - Juan Pablo Guzmán, ex tennista e allenatore di tennis argentino
- 1981 - Tenoch Huerta, attore messicano
- 1981 - Jonny Lang, musicista, chitarrista e cantante statunitense
- 1981 - James Maye, ex cestista e allenatore di pallacanestro statunitense
- 1981 - Roberts Mežeckis, ex calciatore lettone
- 1981 - Oleksandr Pyščur, ex calciatore ucraino
- 1981 - Mladen Šekularac, ex cestista e allenatore di pallacanestro montenegrino
- 1981 - Shavar Thomas, ex calciatore giamaicano
- 1981 - Álex Ubago, cantautore spagnolo
- 1982 - Mohammad Alavi, ex calciatore iraniano
- 1982 - Wallis Bird, musicista e cantautrice irlandese
- 1982 - Pavel Brutt, ex ciclista su strada russo
- 1982 - Luciano Ganci, tenore italiano
- 1982 - Tamás Geri, ex calciatore ungherese
- 1982 - Rubén González Rocha, ex calciatore spagnolo
- 1982 - Kim Dong-jin, ex calciatore sudcoreano
- 1982 - Adam van Koeverden, politico e ex canoista canadese
- 1982 - Adam Lambert, cantautore e attore statunitense
- 1982 - Damien Leone, regista, sceneggiatore e produttore cinematografico statunitense
- 1982 - Daniel Muñoz de la Nava, ex tennista spagnolo
- 1982 - Leonardo Ponzio, ex calciatore argentino
- 1982 - Riff Raff, rapper statunitense
- 1982 - Liam Rush, ex cestista australiano
- 1983 - Annalisa Bucci, kickboxer, thaiboxer e artista marziale misto italiano
- 1983 - Pablo Campos, ex calciatore brasiliano
- 1983 - Ekaterina Fedorkina, schermitrice russa
- 1983 - Biagio Pagano, allenatore di calcio e ex calciatore italiano
- 1983 - Nedžad Sinanović, ex cestista bosniaco
- 1983 - Brian Michael Smith, attore statunitense
- 1984 - Álvaro Cejudo, ex calciatore spagnolo
- 1984 - Lori Chalupny, ex calciatrice statunitense
- 1984 - Marco Domeniconi, calciatore sammarinese
- 1984 - Hamka Hamzah, calciatore indonesiano
- 1984 - Valeriya Korotenko, ex pallavolista azera
- 1984 - Nuno Morais, ex calciatore portoghese
- 1984 - Mychajlo Kopolovec', ex calciatore ucraino
- 1984 - Yukio Peter, sollevatore nauruano
- 1984 - David Sencar, calciatore austriaco
- 1984 - Milan Susak, calciatore australiano
- 1984 - János Vas, hockeista su ghiaccio ungherese
- 1984 - Natalie du Toit, nuotatrice sudafricana
- 1985 - Lukša Andrić, ex cestista croato
- 1985 - Raul Costin, ex calciatore rumeno
- 1985 - Marianna De Rossi, attrice italiana
- 1985 - Djéné Diawara, ex cestista maliana
- 1985 - Wagner Ferreira dos Santos, ex calciatore brasiliano
- 1985 - Raphael Fässler, ex sciatore alpino svizzero
- 1985 - Marc Gasol, dirigente sportivo e ex cestista spagnolo
- 1985 - Gladstone Pereira della Valentina, allenatore di calcio e ex calciatore brasiliano
- 1985 - Rag'n'Bone Man, cantautore britannico
- 1985 - Dru Joyce, ex cestista e allenatore di pallacanestro statunitense
- 1985 - Darnell Lazare, ex cestista e allenatore di pallacanestro statunitense
- 1985 - Dominic Lewis, compositore e musicista inglese
- 1985 - Liu Chunhong, sollevatrice cinese
- 1985 - Isabel Lucas, attrice e attivista australiana
- 1985 - Jessica Marais, attrice e modella sudafricana
- 1985 - Martynas Mažeika, dirigente sportivo e ex cestista lituano
- 1985 - Athina Onassis, cavallerizza e socialite greca
- 1985 - Julia Piaton, attrice francese
- 1985 - Chiara Piccinno, ex calciatrice italiana
- 1985 - Pavel Plaskonny, ex calciatore bielorusso
- 1985 - Nikola Rađen, pallanuotista serbo
- 1985 - Sa Jae-hyouk, sollevatore sudcoreano
- 1985 - The Quiett, rapper e produttore discografico sudcoreano
- 1985 - Perica Stančeski, ex calciatore serbo
- 1985 - Sven Fredrik Stray, calciatore norvegese
- 1985 - Salomé Stévenin, attrice francese
- 1985 - Jōji Takeuchi, cestista giapponese
- 1985 - Kōsuke Takeuchi, cestista giapponese
- 1986 - Drew Tyler Bell, attore statunitense
- 1986 - Chris Bourque, hockeista su ghiaccio statunitense
- 1986 - Daniel Brinkmann, allenatore di calcio e ex calciatore tedesco
- 1986 - Mounir Chaftar, ex calciatore tedesco
- 1986 - Ilaria Colombo, ex ginnasta italiana
- 1986 - Bryce Davison, ex pattinatore artistico su ghiaccio statunitense
- 1986 - Alex Fiva, sciatore freestyle, ex sciatore alpino e ex giocatore di football americano svizzero
- 1986 - Thomas Greiss, hockeista su ghiaccio tedesco
- 1986 - Mark Howard, allenatore di calcio e ex calciatore inglese
- 1986 - Sarah Jaffe, cantautrice statunitense
- 1986 - Jair Jurrjens, giocatore di baseball olandese
- 1986 - Ashley Lilley, attrice e cantante britannica
- 1986 - Jon Masalin, ex calciatore finlandese
- 1986 - Nevaeh, wrestler statunitense
- 1986 - Richardt Strauss, ex rugbista a 15 sudafricano
- 1986 - Alexander Tengryd, allenatore di calcio svedese
- 1986 - Simon Vukčević, ex calciatore montenegrino
- 1986 - Willians Domingos Fernandes, ex calciatore brasiliano
- 1986 - Arman Yeremyan, taekwondoka armeno
- 1987 - José Abreu, giocatore di baseball cubano
- 1987 - Nicolás Bianchi Arce, ex calciatore argentino
- 1987 - José Casiraghi, canottiere italiano
- 1987 - Atena Farghadani, artista, attivista e fumettista iraniana
- 1987 - Javier Hernán García, calciatore argentino
- 1987 - Kazuhisa Kawahara, allenatore di calcio e ex calciatore giapponese
- 1987 - Santiago Malano, ex calciatore argentino
- 1987 - Madelyn Marie, ex attrice pornografica statunitense
- 1987 - Pedro Júnior, ex calciatore brasiliano
- 1987 - Filippo Savi, ex calciatore italiano
- 1987 - Maringlen Shoshi, calciatore albanese
- 1987 - Kristaps Sotnieks, hockeista su ghiaccio lettone
- 1987 - Sergej Sucharev, ex calciatore russo
- 1987 - Sergiu Toma, judoka moldavo
- 1987 - Romain Zingle, ex ciclista su strada belga
- 1988 - Ahmed Al-Fraidi, calciatore saudita
- 1988 - Eleonora Ambrosi, scacchista italiana
- 1988 - Jake Auchincloss, politico statunitense
- 1988 - Denys Bojko, calciatore ucraino
- 1988 - Tat'jana Černova, multiplista russa
- 1988 - Halil Çolak, calciatore turco
- 1988 - Ramadan Darwish, judoka egiziano
- 1988 - Marie-Laure Delie, ex calciatrice francese
- 1988 - Raffaella Fico, showgirl, modella e attrice italiana
- 1988 - Owen Garvan, ex calciatore irlandese
- 1988 - Josip Iličić, calciatore bosniaco
- 1988 - Jessica Iskandar, attrice indonesiana
- 1988 - Shay Logan, ex calciatore inglese
- 1988 - Ivan Nedeljković, ex giocatore di football americano e allenatore di football americano serbo
- 1988 - Gervasio Núñez, calciatore argentino
- 1988 - Johny Placide, calciatore francese
- 1988 - Donata Rimšaitė, pentatleta lituana
- 1988 - Vinícius Silva Lopes Souto, calciatore brasiliano
- 1988 - Aydın Yılmaz, ex calciatore turco
- 1989 - Mohamed Abou Gabal, calciatore egiziano
- 1989 - Selim Ben Djemia, ex calciatore francese
- 1989 - Alex Costa dos Santos, ex calciatore brasiliano
- 1989 - Abdelghani Demmou, ex calciatore algerino
- 1989 - Rasheed Dwyer, velocista giamaicano
- 1989 - Moctar Fall, calciatore senegalese
- 1989 - Natal'ja Michajlovna Gončarova, tuffatrice russa
- 1989 - Eyale Le Beau, judoka della Repubblica Democratica del Congo
- 1989 - Lionn, calciatore brasiliano
- 1989 - Marita Skammelsrud Lund, ex calciatrice norvegese
- 1989 - Andrei Lungu, calciatore rumeno
- 1989 - Jacopo Mandolini, pallanuotista italiano
- 1989 - Goran Milović, allenatore di calcio e ex calciatore croato
- 1989 - Mo Wandan, modella cinese
- 1989 - Erjon Mustafaj, calciatore albanese
- 1989 - Vasco Rocha, calciatore portoghese
- 1989 - Federica Tasca, pallavolista italiana
- 1989 - Kadene Vassell, velocista olandese
- 1990 - Carlijn Achtereekte, pattinatrice di velocità su ghiaccio e ciclista su strada olandese
- 1990 - Ali Al-Jabri, calciatore omanita
- 1990 - Saša Balić, calciatore montenegrino
- 1990 - Marielle Berger Sabbatel, sciatrice freestyle e ex sciatrice alpina francese
- 1990 - Brice Butler, ex giocatore di football americano statunitense
- 1990 - François Civil, attore francese
- 1990 - Domingo González, pallavolista portoricano
- 1990 - Grzegorz Krychowiak, calciatore polacco
- 1990 - Isma López, ex calciatore spagnolo
- 1990 - Ingrid Moe Wold, ex calciatrice norvegese
- 1990 - Nick Moody, giocatore di football americano statunitense
- 1990 - Yoan Pivaty, ex calciatore francese
- 1990 - MacKenzie Porter, attrice televisiva e cantante canadese
- 1990 - Mark Rowley, attore scozzese
- 1990 - Mourad Satli, calciatore algerino
- 1990 - Daisuke Suzuki, calciatore giapponese
- 1990 - Brandon Taylor, ex giocatore di football americano statunitense
- 1990 - Ľubomír Urgela, calciatore slovacco
- 1990 - Yisrael Zaguri, ex calciatore israeliano
- 1990 - Anete Šteinberga, cestista lettone
- 1991 - Alexander Juel Andersen, ex calciatore danese
- 1991 - Martina Balboni, pallavolista italiana
- 1991 - Sheldon Bateau, calciatore trinidadiano
- 1991 - Maurice Brunner, ex calciatore svizzero
- 1991 - Eloy Casagrande, batterista brasiliano
- 1991 - Luis Castro, altista portoricano
- 1991 - Laura Coombs, calciatrice inglese
- 1991 - Rafaël Dias, calciatore portoghese
- 1991 - Chris Evans, cestista statunitense
- 1991 - Ján Greguš, calciatore slovacco
- 1991 - Hugh Grosvenor, VII duca di Westminster, nobile e imprenditore britannico
- 1991 - Matej Jonjić, calciatore croato
- 1991 - Foyone, rapper spagnolo
- 1991 - Johan Pietilä Holmner, ex sciatore alpino svedese
- 1991 - Dario Rugašević, calciatore croato
- 1991 - Flor Ruíz, giavellottista colombiana
- 1991 - Bonaventure Sokambi, calciatore gabonese
- 1991 - Satomi Suzuki, nuotatrice giapponese
- 1991 - Oday Zahran, calciatore giordano
- 1992 - Gabriel Araújo Carvalho, calciatore brasiliano
- 1992 - Ovays Azizi, calciatore afghano
- 1992 - Markel Brown, cestista statunitense
- 1992 - Benjamin Dupree, ex giocatore di football americano statunitense
- 1992 - Artūrs Karašausks, calciatore lettone
- 1992 - Maximilian Kleber, cestista tedesco
- 1992 - Emran Ramadani, ex calciatore macedone
- 1992 - Roberto Ramírez, pallavolista portoricano
- 1992 - Tiago Rodrigues, calciatore portoghese
- 1992 - Renato Augusto Santos Júnior, calciatore brasiliano
- 1992 - Martin Wolfram, tuffatore tedesco
- 1992 - Rodinei, calciatore brasiliano
- 1993 - Fábio Abreu, calciatore portoghese
- 1993 - Simen Ramberg Christensen, ex sciatore alpino norvegese
- 1993 - Connor Cook, ex giocatore di football americano statunitense
- 1993 - Seth DeValve, giocatore di football americano statunitense
- 1993 - Julián Figueroa, calciatore colombiano
- 1993 - Rafał Kurzawa, calciatore polacco
- 1993 - Masatoshi Kushibiki, calciatore giapponese
- 1993 - Kyary Pamyu Pamyu, modella, cantante e blogger giapponese
- 1993 - Michelle Larcher de Brito, ex tennista portoghese
- 1993 - Óscar Linton, calciatore panamense
- 1993 - Shawn Long, cestista statunitense
- 1993 - Josiel Núñez, calciatore panamense
- 1993 - Lewis Pullman, attore statunitense
- 1993 - Valeri Q'azaishvili, calciatore georgiano
- 1993 - Álvaro Ratón, calciatore spagnolo
- 1993 - Deniz Türüç, calciatore olandese
- 1993 - Ruben Zepuntke, triatleta, ex ciclista su strada e pistard tedesco
- 1993 - Akiko Ōmae, tennista giapponese
- 1994 - Anton Astapkovič, cestista bielorusso
- 1994 - Volodymyr Barilko, ex calciatore ucraino
- 1994 - Petar Brlek, calciatore croato
- 1994 - Antoine Conte, calciatore francese
- 1994 - Andrés Correa, calciatore colombiano
- 1994 - Ka'imi Fairbairn, giocatore di football americano statunitense
- 1994 - Emelia Gorecka, mezzofondista britannica
- 1994 - Lucas Hufnagel, ex calciatore tedesco
- 1994 - Kim So-hui, taekwondoka sudcoreana
- 1994 - Andranik Kocharyan, calciatore armeno
- 1994 - Elisa Molinarolo, astista italiana
- 1994 - Phillipp Mwene, calciatore austriaco
- 1994 - Anderson Ordóñez, calciatore ecuadoriano
- 1994 - Ayane Sakura, doppiatrice giapponese
- 1994 - Vukan Savićević, calciatore serbo
- 1994 - Lukáš Stratil, calciatore ceco
- 1994 - Rodman Teltull, ex velocista palauano
- 1995 - Kubilay Aktaş, calciatore francese
- 1995 - Jamie Allen, calciatore inglese
- 1995 - Luka Bašić, pallavolista francese
- 1995 - Jack Gibbs, ex cestista statunitense
- 1995 - Alexandros Kartalīs, calciatore greco
- 1995 - Praneel Naidu, calciatore figiano
- 1995 - Federico Puente, calciatore uruguaiano
- 1995 - Bohdan Sarnavs'kyj, calciatore ucraino
- 1995 - RG Snyman, rugbista a 15 sudafricano
- 1995 - Sebastian Stolze, calciatore tedesco
- 1995 - Joaquín Szuchman, cestista argentino
- 1995 - Sergio Villareal, calciatore colombiano
- 1996 - Dajour Buffonge, ex calciatore montserratiano
- 1996 - Leonel Ferroni, calciatore argentino
- 1996 - Nora Foss al-Jabri, cantante norvegese
- 1996 - Alpha Kaba, cestista francese
- 1996 - Kenan Karahodžić, cestista bosniaco
- 1996 - Kim Yeong-nam, tuffatore sudcoreano
- 1996 - Anton Krešić, calciatore croato
- 1996 - Ihor Kyrjuchancev, calciatore ucraino
- 1996 - Matías López, nuotatore paraguaiano
- 1996 - Sara Malara, calciatrice italiana
- 1996 - Tyson Pérez, cestista dominicano
- 1996 - Senni Salminen, triplista finlandese
- 1996 - Jaboree Williams, giocatore di football americano statunitense
- 1996 - Vito van Crooij, calciatore olandese
- 1996 - Orkan Çınar, calciatore tedesco
- 1997 - Bryan Bautista, calciatore uruguaiano
- 1997 - Rodrigo Blankenship, giocatore di football americano statunitense
- 1997 - Antonietta Castiello, calciatrice italiana
- 1997 - Victor Coroller, ostacolista e velocista francese
- 1997 - Ismaël Diallo, calciatore ivoriano
- 1997 - Joel Eriksson Ek, hockeista su ghiaccio svedese
- 1997 - Yui Hasegawa, calciatrice giapponese
- 1997 - Oliver Hoare, mezzofondista australiano
- 1997 - Juan Huangal, calciatore peruviano
- 1997 - Antonio Kamenjašević, lottatore croato
- 1997 - Madeleine Madden, attrice australiana
- 1997 - Asahi Masuyama, calciatore giapponese
- 1997 - Pablo Meza, calciatore paraguaiano
- 1997 - Božo Mikulić, calciatore croato
- 1997 - Tyre Phillips, giocatore di football americano statunitense
- 1997 - Šimon Puršl, cestista ceco
- 1997 - Rachele Scarpa, politica italiana
- 1997 - Yoan Severin, calciatore francese
- 1997 - Itsuki Urata, calciatore giapponese
- 1997 - Yusuf Yazıcı, calciatore turco
- 1997 - Nicolás Zalazar, calciatore argentino
- 1998 - Tommaso Baldasso, cestista italiano
- 1998 - Bradley Danger, calciatore francese
- 1998 - Joris Kenon, calciatore francese
- 1998 - David Laid, blogger, youtuber e culturista estone
- 1998 - Sofia Lodi, ex ginnasta italiana
- 1998 - Michail Lysov, ex calciatore russo
- 1998 - Jorge Martín, pilota motociclistico spagnolo
- 1998 - JaQuori McLaughlin, cestista statunitense
- 1998 - Ade Murkey, cestista statunitense
- 1998 - Tony Njiké, calciatore francese
- 1998 - Maksim Plotnikaŭ, calciatore bielorusso
- 1998 - Milos Spasic, calciatore austriaco
- 1998 - Bart Stevens, tennista olandese
- 1998 - Carlos Moreno, calciatore messicano
- 1998 - Ryan Zézé, velocista francese
- 1999 - Madison Bailey, attrice statunitense
- 1999 - Navajo Bakboord, calciatore olandese
- 1999 - Tom Derache, pistard francese
- 1999 - Abu Dumbuya, calciatore sierraleonese
- 1999 - Julia Echeberria, nuotatrice artistica spagnola
- 1999 - Takiula Fahrensohn, cestista neozelandese
- 1999 - Luka Guček, calciatore sloveno
- 1999 - Justin Hall, giocatore di football americano statunitense
- 1999 - Ibe, rapper finlandese
- 1999 - Quentin Lake, giocatore di football americano statunitense
- 1999 - Lara Salden, tennista belga
- 1999 - Sam Schreck, calciatore tedesco
- 2000 - Akor Adams, calciatore nigeriano
- 2000 - Arad Bar, calciatore israeliano
- 2000 - Anthony Contreras, calciatore costaricano
- 2000 - Robin Hranáč, calciatore ceco
- 2000 - Geōrgios Kanellopoulos, calciatore greco
- 2000 - Ditiro Nzamani, velocista botswano
- 2000 - Abhishek Rijal, calciatore nepalese
- 2000 - Maicol Rodríguez, calciatore uruguaiano
- 2000 - Nikola Stošić, calciatore serbo

## XXI secolo(34)
- 2001 - Zaid Tahseen, calciatore iracheno
- 2001 - Lameck Banda, calciatore zambiano
- 2001 - Dawid Brzozowski, giocatore di football americano polacco
- 2001 - Arthur Chaves, calciatore brasiliano
- 2001 - Mekides Abebe, siepista etiope
- 2001 - András Huszti, calciatore ungherese
- 2001 - Jeremías James, calciatore argentino
- 2001 - Tove Kohala, slittinista svedese
- 2001 - Serginho, calciatore portoghese
- 2001 - Xavier Legette, giocatore di football americano statunitense
- 2002 - Ryōtarō Araki, calciatore giapponese
- 2002 - José Ángel Carmona, calciatore spagnolo
- 2002 - Stavros Gavriel, calciatore cipriota
- 2002 - Andri Guðjohnsen, calciatore islandese
- 2002 - Max Hollmann, fondista canadese
- 2002 - Megan Jastrab, ciclista su strada e pistard statunitense
- 2002 - Tomás Lecanda, calciatore argentino
- 2002 - Zoran Mitrov, calciatore rumeno
- 2002 - Sanna Veerman, ginnasta olandese
- 2003 - Jarell Quansah, calciatore inglese
- 2003 - Billy Bowman Jr., giocatore di football americano statunitense
- 2003 - Jakob Davies, attore canadese
- 2003 - Cristian Ignat, calciatore moldavo
- 2003 - Udodi Onwuzurike, velocista nigeriano
- 2003 - Manuel Palavecino, calciatore argentino
- 2003 - Gretchen Walsh, nuotatrice statunitense
- 2003 - Mateusz Łęgowski, calciatore polacco
- 2004 - Erriyon Knighton, velocista statunitense
- 2004 - Viktor Đukanović, calciatore montenegrino
- 2005 - Stijn Bultman, calciatore olandese
- 2005 - Sofia Isella, cantautrice statunitense
- 2005 - Villads Nielsen, calciatore danese
- 2007 - Joshua Hedberg, tuffatore statunitense
- 2008 - Giuseppe Pirozzi, attore italiano